# Kozí Vrbovok
Kozí Vrbovok (allemand : Werbock, Kotschwerbock,  hongrois : Kecskevarbók) est un village de Slovaquie situé dans la région de Banská Bystrica.

## Histoire
La première mention écrite du village date de 1415.

## Démographie

### Évolution de la population
| Année:               | 1994. | 2004. | 2014.   | 2024.   |
| -------------------- | ----- | ----- | ------- | ------- |
| Nombre de personnes: | 178   | 178   | 163     | 149     |
| Différence:          |       | +0 %  | -8,42 % | -8,58 % |

| Année:               | 2023. | 2024.   |
| -------------------- | ----- | ------- |
| Nombre de personnes: | 152   | 149     |
| Différence:          |       | -1,97 % |